# Reinaldo Román
Reinaldo Román (n. Luque, Paraguay; 23 de mayo de 1984) es un futbolista paraguayo que juega como defensor, actualmente se encuentra el la Universidad Católica (Ecuador) perteneciente a la Serie B de Ecuador.

## Trayectoria
Inició su carrera en 2004 jugando para el club Sportivo Luqueño. Román jugó el primer partido por su selección en un amistoso contra Sudáfrica el 26 de marzo de 2008. Más tarde jugaría por Guaraní durante 2009. Al año siguiente emigra a Ecuador para militar en el Independiente del Valle. Después de su pasantía en el Independiente del Valle fue traspasado a la Universidad Católica (Ecuador) club que milita en la Serie B de Ecuador. 

## Clubes
| Club                                    | País     | Año         |
| --------------------------------------- | -------- | ----------- |
| Sportivo Luqueño                        | Paraguay | 2004 - 2008 |
| Guaraní                                 | Paraguay | 2009        |
| Independiente del Valle                 | Ecuador  | 2010        |
| Universidad Católica (Ecuador)          | Ecuador  | 2011-2013   |
| Independiente del Valle                 | Ecuador  | 2013-2014   |
| Club Cerro Porteño de Presidente Franco | Paraguay | 2014-2015   |
| CA 3 de Febrero                         | Paraguay | 2015-2016   |
| Resistencia SC                          | Paraguay | 2016-       |